# Ministero della difesa nazionale (Ecuador)
Il ministero della difesa nazionale (in spagnolo: Ministerio de Defensa Nacional) è il dicastero responsabile della gestione della difesa nazionale dell'Ecuador e ha il compito di controllare i tre rami dell'esercito dell'Ecuador.
Inoltre, controlla e amministra le varie caserme, zone militari e i monumenti alle terre in cui le battaglie sono state importanti per tutto il paese. Il quartier generale del ministero è situato nel Palazzo della Recoleta, nella città di Quito.
È la colonna vertebrale dello stato, responsabile di assicurare la governabilità della nazione, la pace e la pubblica sicurezza, il mantenimento della democrazia e il pieno rispetto della Costituzione e dei diritti umani.
Il ministero è parte del Segretariato generale della sicurezza nazionale (Cosine). Ha contribuito al programma spaziale attraverso il FAE per le opportunità del programma nella sicurezza civile, nazionale e nell'intelligence militare, che include lo spionaggio, e un possibile sviluppo della tecnologia delle armi aerospaziali.